# NGC 7166
NGC 7166 est une vaste galaxie lenticulaire située dans la constellation de la Grue. Sa vitesse par rapport au fond diffus cosmologique est de 2 242 ± 24 km/s, ce qui correspond à une distance de Hubble de 33,1 ± 2,4 Mpc (∼108 millions d'al). NGC 7166 a été découverte par l'astronome britannique John Herschel en 1834.

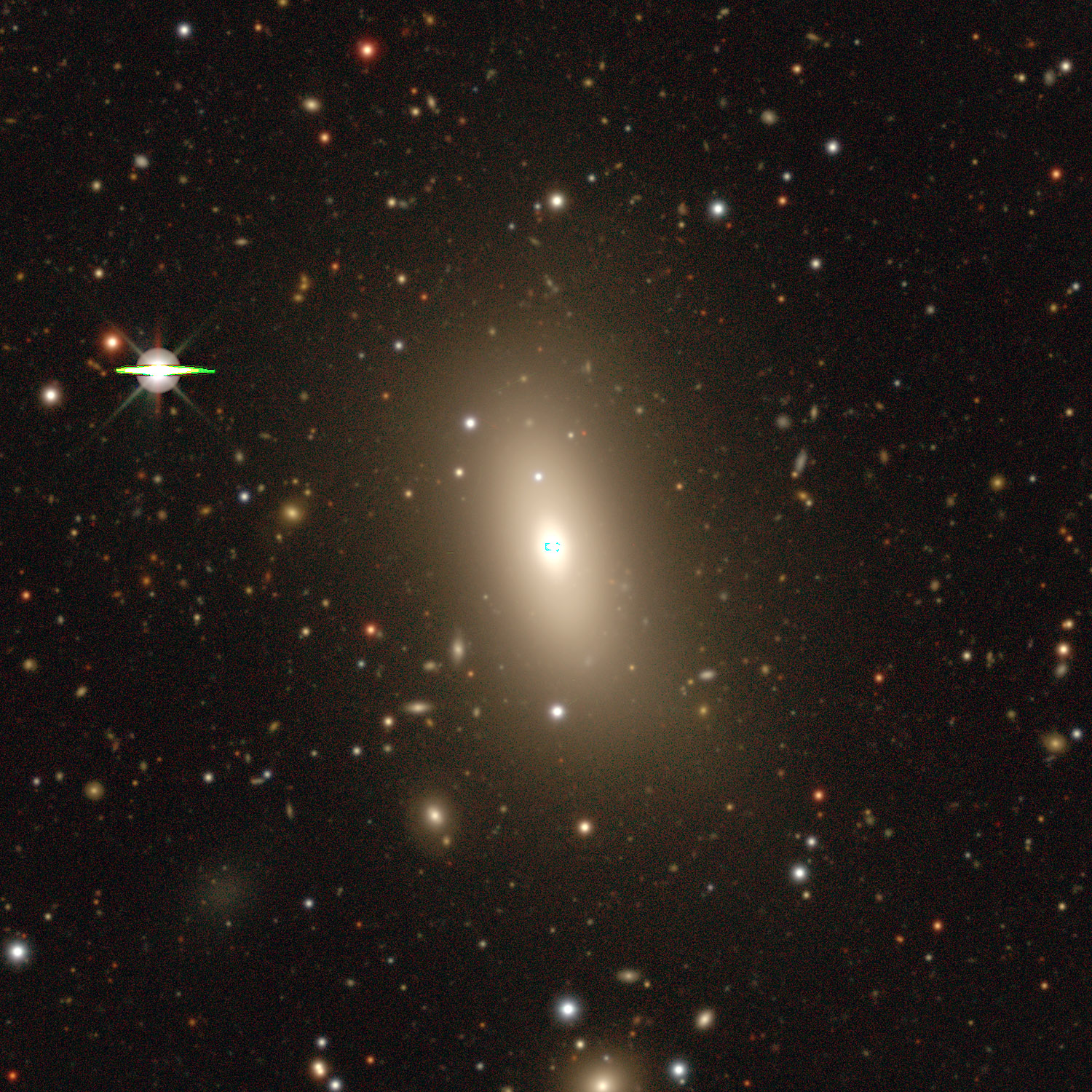
NGC 7166 par le projet « Legacy Surveys DR10 ».

À ce jour, sept mesures non basées sur le décalage vers le rouge (redshift) donnent une distance de 34,943 ± 20,254 Mpc (∼114 millions d'al), ce qui est à l'intérieur des valeurs de la distance de Hubble.
Le relevé astronomique SAGA destiné à la recherche de galaxies satellites en orbite autour d'une autre galaxie a permis de confirmer la présence de six galaxies satellites pour NGC 7166.

## Groupe de NGC 7162
Selon A. M. Garcia, NGC 7166 fait partie du groupe de NGC 7162. Ce groupe renferme au moins quatre galaxies. Les trois autres galaxies du groupe sont NGC 7162, NGC 7162A (PGC 67818) et ESO 288-25.
D'autre part, NGC 7162 et NGC 7166 forment une paire de galaxie,.